# Teluk Triton
Teluk Triton är en vik i Indonesien. Den ligger i den östra delen av landet, 3 000 km öster om huvudstaden Jakarta.